# Dudo van Laurenburg
Dudo van Laurenburg († vóór 1124), Duits: Dudo von Laurenburg, wordt beschouwd als de stamvader van het Huis Nassau. De koningshuizen van Nederland en Luxemburg stammen van hem af.

## Biografie
Dudo was een zoon van Rupert. Hij wordt tussen 1093 en 1117 vermeld als Tuto de Lurinburg. In een oorkonde uit 1134 (na zijn dood) wordt hij vermeld als graaf van Laurenburg.
Dudo was heer of voogd van Lipporn en Miehlen an Welterod en daarmee bezitter van grote delen van de erflanden Lipporn/Laurenburg. Er zijn nog andere personen bekend die, als bezitters van de erflanden van Lipporn/Laurenburg (en dus de rechtsvoorgangers van Dudo), vermoedelijk ook tot diens voorouders hebben behoord. De eerste is een zekere Drutwin die in 881 als grondbezitter te Prüm wordt vermeld, en die de oudst bekende mogelijke stamvader van het Huis Nassau is.

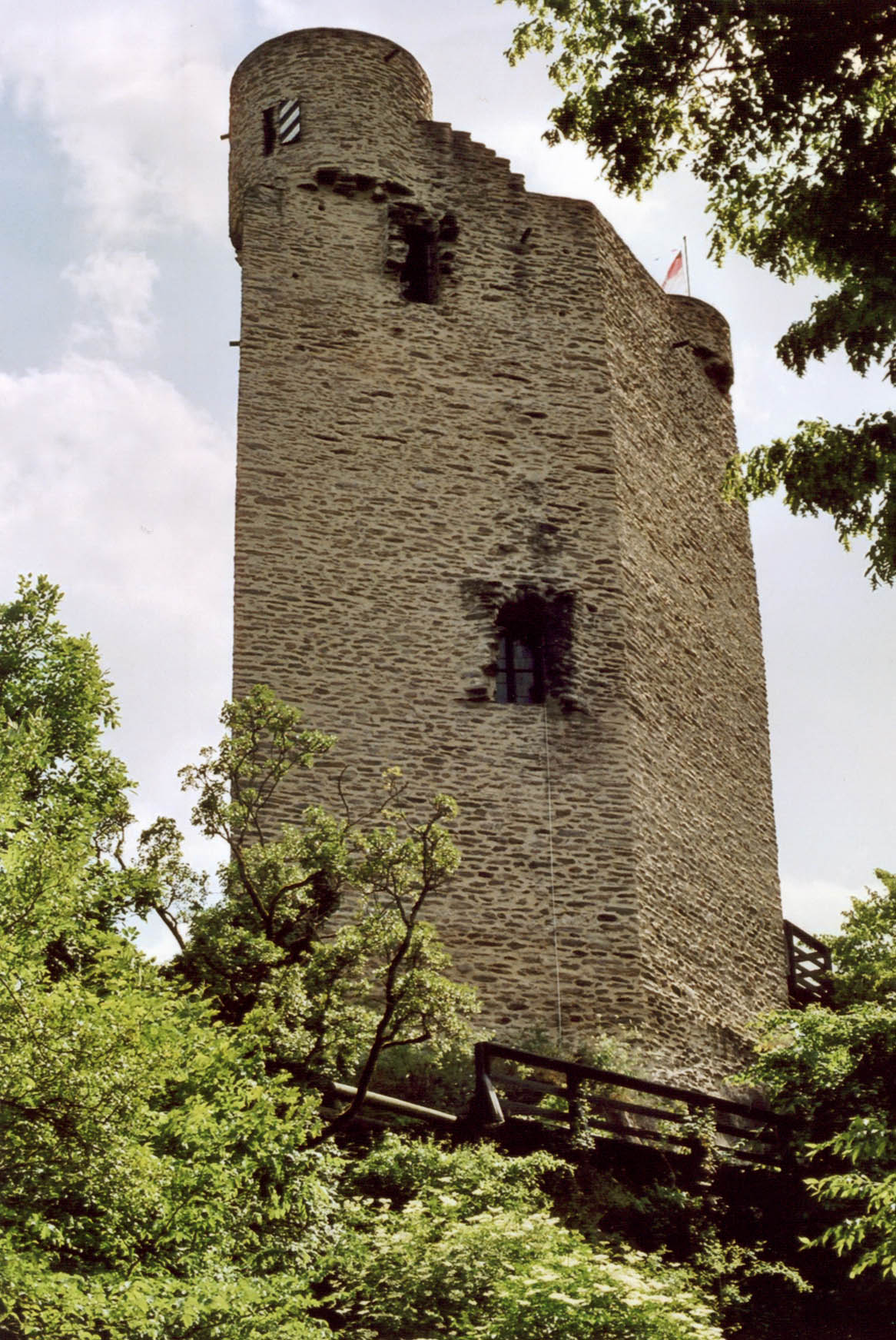
De Burcht Laurenburg

Dudo bouwde omstreeks 1090 de Burcht Laurenburg. Hij stichtte het klooster te Lipporn.

## Huwelijk en kinderen
Dudo huwde met de vierde van de zeven dochters van graaf Lodewijk I van Arnstein, mogelijk was haar naam Irmgardis of Demudis.

Uit dit huwelijk werden geboren:
1. Rupert I († vóór 13 mei 1154), vermeld als graaf van Laurenburg 1124–1152.
2. Arnold I († vóór 1154), vermeld als graaf van Laurenburg 1124–1148.
3. Demudis, gehuwd met graaf Emico van Diez († na 1133).